# Quinto Sulpício Camerino Pretextato
Quinto Sulpício Camerino Pretextato (em latim: Quintus Sulpicius Camerinus Praetextatus) foi um político da gente Sulpícia nos primeiros anos da República Romana eleito tribuno consular em 434 a.C. com Marco Mânlio Capitolino e Sérvio Cornélio Cosso. Segundo Lívio, sabemos que tanto Valério Antias quanto Quinto Tuberão fazem de Quinto Sulpício cônsules, uma opinião seguida também por Diodoro Sículo.
Não está bem estabelecido que tipo de magistrados foram eleitos para o ano de 434 a.C. Lívio, que se baseia numa passagem de Licínio Mácer, fornece o nome dos dois como cônsules, os mesmos do ano anterior (Caio Júlio Julo e Lúcio Vergínio Tricosto), o que parece pouco provável. Logo ele propõe outros nomes, encontrados também em Diodoro Sículo. Este último acrescenta um terceiro nome, citado também na Cronografia de 354, o que nos permite inferir que se tratavam, de fato, três tribunos consulares eleitos para aquele ano.

## Bibliografía
- T. Robert S. Broughton, The Magistrates of the Roman Republic: Volume I, 509 B.C. - 100 B.C., New York, The American Philological Association, coll. « Philological Monographs, number XV, volume I», 1951, 578 p.